# Jämsä
Jämsä − miasto i gmina w Finlandii w regionie Finlandia Środkowa. W 2018 roku miasto liczy 20,6 tys. mieszkańców. 
W 2001 z Jämsą połączono gminę Kuorivesi. W 2007 część gminy Längelmäki, a w 2009 gminę Jämsänkoski.
Jämsä jest centrum przemysłu lotniczego w Finlandii. Znajduje się tutaj fabryka samolotów oraz centrum testów lotniczych Fińskich Sił Powietrznych.
W mieście krzyżują się: droga krajowa nr 9 (Turku - Kuopio, także trasa europejska E63 Turku - Sodankylä) i droga krajowa nr 24 (Lahti - Jämsä).

## Sąsiadujące gminy
- Juupajoki
- Jyväskylä
- Keuruu
- Kuhmoinen
- Luhanka
- Mänttä-Vilppula
- Orivesi
- Petäjävesi